# Franciszek Ksawery Szokalski
Franciszek Ksawery Szokalski (zm. 1844) – polski lekarz, doktor medycyny, zesłaniec, uczestnik powstania listopadowego, współorganizator spisku omskiego.
Pochodził z Kijowszczyzny, z rodziny szlacheckiej. Był doktorem medycyny - ukończył studia na Uniwersytecie Wileńskim. Za udział w powstaniu listopadowym został w styczniu 1832 roku pozbawiony szlachectwa i karnie wcielony do Korpusu Syberyjskiego jako lekarz wojskowy. 
Po wykryciu w wyniku zdrady spisku omskiego został aresztowany, lecz udało mu się uciec z Ignacym Zubczewskim i Melodinim. Ponownie aresztowany w Presnowsku został skazany na 6 tysięcy kijów. 7 marca 1837 roku wykonano wyrok; przeżył dzięki przerwaniu wykonania wyroku, co zawdzięczał polskiemu lekarzowi batalionowemu Szaniawskiemu. Jego osoba została uwieczniona w opowiadaniu o egzekucji pt. Za co? napisanym przez Lwa Tołstoja.
Wywieziony do karnego więzienia w Akataju, gdzie przebywał razem z Piotrem Wysockim. Następnie jako lekarzowi pozwolono mu prowadzić praktykę lekarską przy kopalniach nerczyńskich. Kilka lat leczył i pomagał katorżnikom oraz miejscowym bez względu na status materialny. Z powodu obrażeń jego stan psychiczny zaczął się pogarszać szczególnie, gdy koledzy dowiedli mu nierealności snutych planów ucieczki Amurem do oceanu. Wpadłszy w pogłębiającą się depresję strzelił sobie w pierś we własnym domu. Zmarł tydzień później w osadzie Niżna Kara w 1844 roku.